# ヤズド州
ヤズド州（ヤズドしゅう、ペルシア語: استان یزد, ラテン文字転写: Ostān-e Yazd）はイランの中央部にある州（オスターン）。州都はヤズド。面積は128,811km²、人口は1,138,533人（2016年国勢調査）。

## 地理

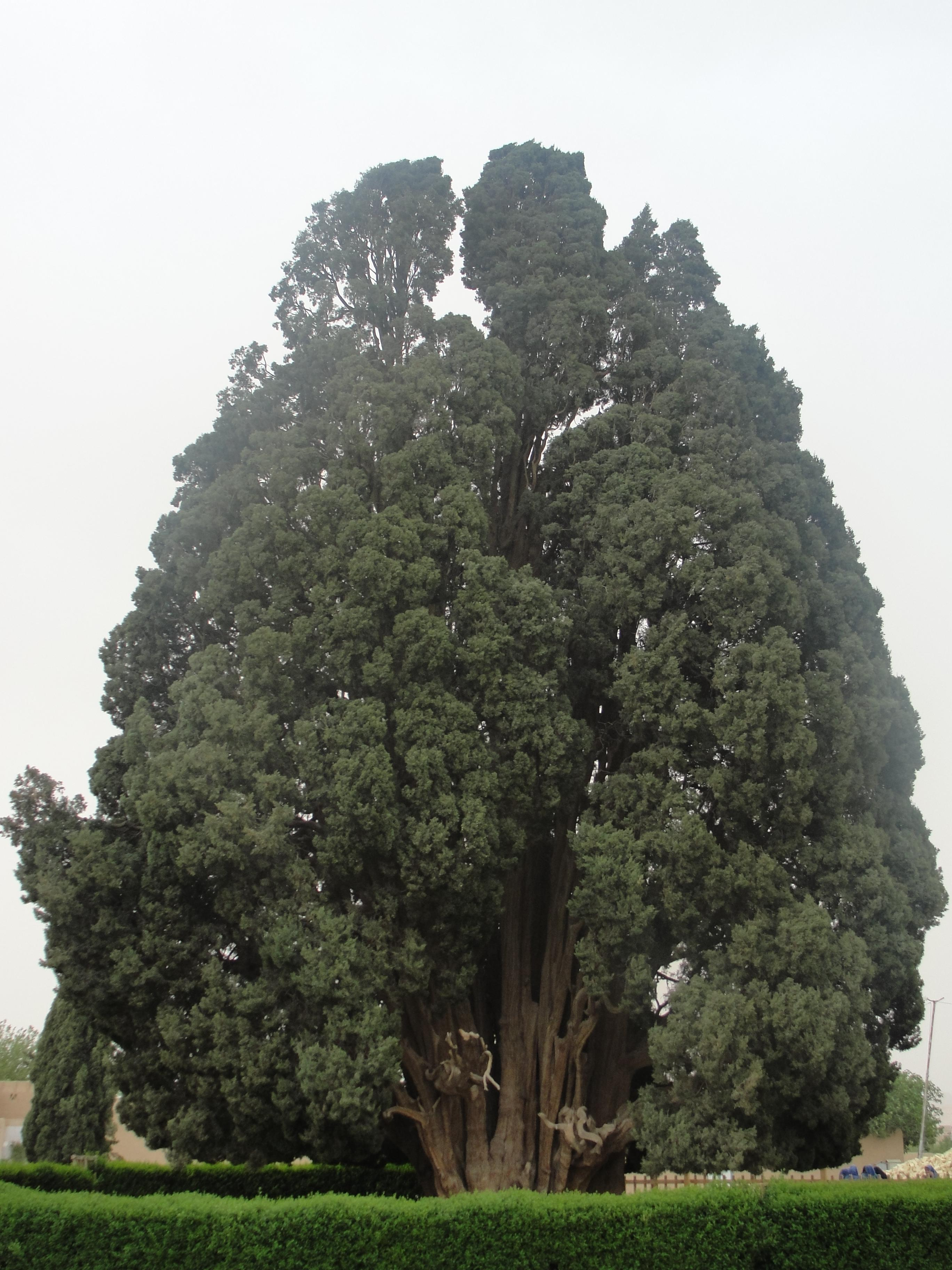
アバルクーフの糸杉（サルヴェ・アバルクーフ）。

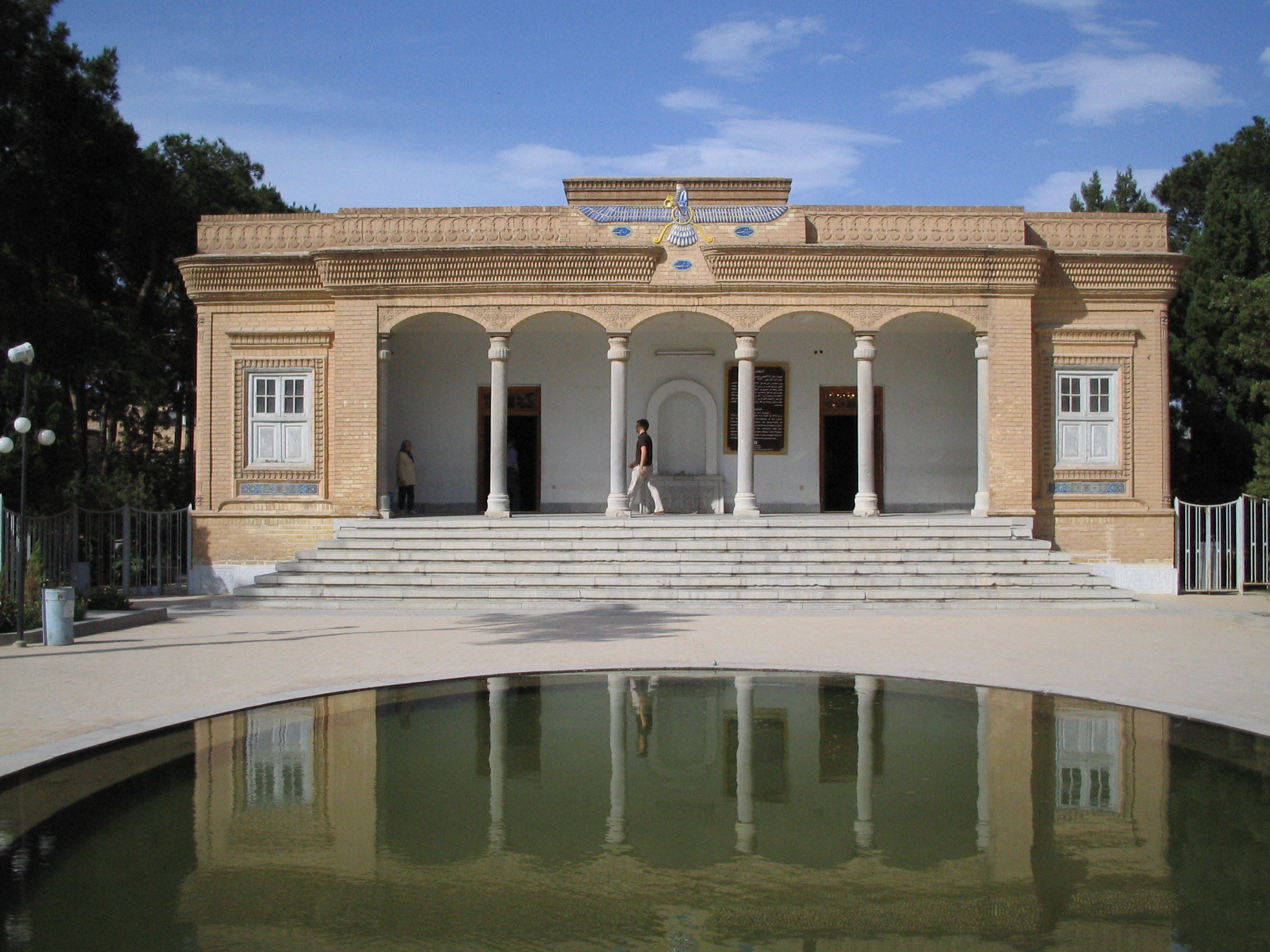
ヤズドのゾロアスター教の宗教施設。

北東にラザヴィー・ホラーサーン州および南ホラーサーン州、北西にセムナーン州、エスファハーン州、南にファールス州、ケルマーン州と境を接する。
ヤズド州はイラン北西部から南東へ延びるイラン中央高原のほぼ中央部に位置する。イラン中央高原の山地・山脈はおおむね北西から南東へと走っており、ヤズド州もこれらの山地・山脈に区切られる形で北東から南西へ数地域に区分することが出来る。すなわちキャヴィール砂漠の東縁をなすやや平坦な北東部（ほとんどが従来ホラーサーン州に属したタバス郡。標高は700mから800mほど）、ハラーネグ山地（最高点は3158mのドゥールビード山）、州内で最も人口稠密なヤズド回廊（州都のヤズドは標高1230m）、シール・クーフ山脈（最高点は4055mのシール・クーフ・マッシーフ山）とその南西部の山岳地帯（標高1900mから2000m）である。
気候は乾燥し温暖だが、夏は酷暑となる。冬から春にかけて雨が降ることもあるが、北のアルボルズ山脈、南西のザーグロス山脈で雨雲が遮断され、年間降水量は北部で約60mm、シール・クーフでは約20mm、ヤズドでは55.4mmと非常に少ない。このため州内全体を土漠、岩漠が占めており、農耕には不適である。こうした環境にあって、ヤズド州ではガナート（地下水路）が非常に発達し、中には50kmを越えるものもある。

## 歴史
イランへのイスラーム勢力の侵入以前、およびウマイヤ朝・アッバース朝初期の今日のヤズド州については、あまりよくわかっていない。サーサーン朝のヤズデギルド3世がニハーヴァンドの戦いの後に立ち寄ったともいうが、多分に伝説的である。史料では3代カリフ・ウスマーンの時代にバヌー・タミーム族が派遣され太守が任じられたことが見え、おそらくはファールス地方の一部であったことが推定されている。

### カークイェ朝
10世紀には西部ペルシアに大きな勢力を持ったダイラム系のカークイェ朝の支配下に入った。11世紀前半になるとカークイェ朝はセルジューク朝配下の地方政権となり、ヤズドはその中心地として、第一の繁栄期を迎えた。時の支配者アブー・マンスール・ファラームルズはヤズドに金曜モスク、城壁を建設している。1141年、カークイェ朝最後の君主ガルシャースプ・イブン・アリー・イブン・ファラームルズがセルジューク朝のスルターン・サンジャルとともに出撃したカトワーンの戦いで戦死した。

### ヤズド・アタベク朝
カークイェ朝の残された王女がヤズドを統治することになった時、ルクン・アッディーン・サーム・イブン・ランガルがアタベクとして立ち、ヤズド・アタベク朝が成立する。このころのヤズド土着の有力集団としてはサイイドがあげられる。彼らは非常に多くのワクフを設定した。また、この時期以降、ヤズドでも諸スーフィー教団が活発な活動を展開している。ヤズド・アタベク朝はカークイェ朝下同様のヤズドの繁栄を維持し、13世紀のモンゴル帝国の侵入後もフレグに服属して命脈を保つ。13世紀後半以降イルハン朝の干渉が強まるとヤズド・アタベク朝は独立志向を明らかにして貢納を拒否、ガザン・ハーンは兵を送ってこれを滅ぼした。

### ムザッファル朝
その後、イルハン朝の衰亡下、ムザッファル朝がヤズドの支配権を得ている。この時期にはムザッファル朝の内訌やティムール朝の侵入などで戦乱に見舞われ、たびたび支配者が代わる状況にあったが、支配者によるマドラサやバーザールの建設などが行われ、重要拠点としての地位を失うことはなかった。

### ティムール朝

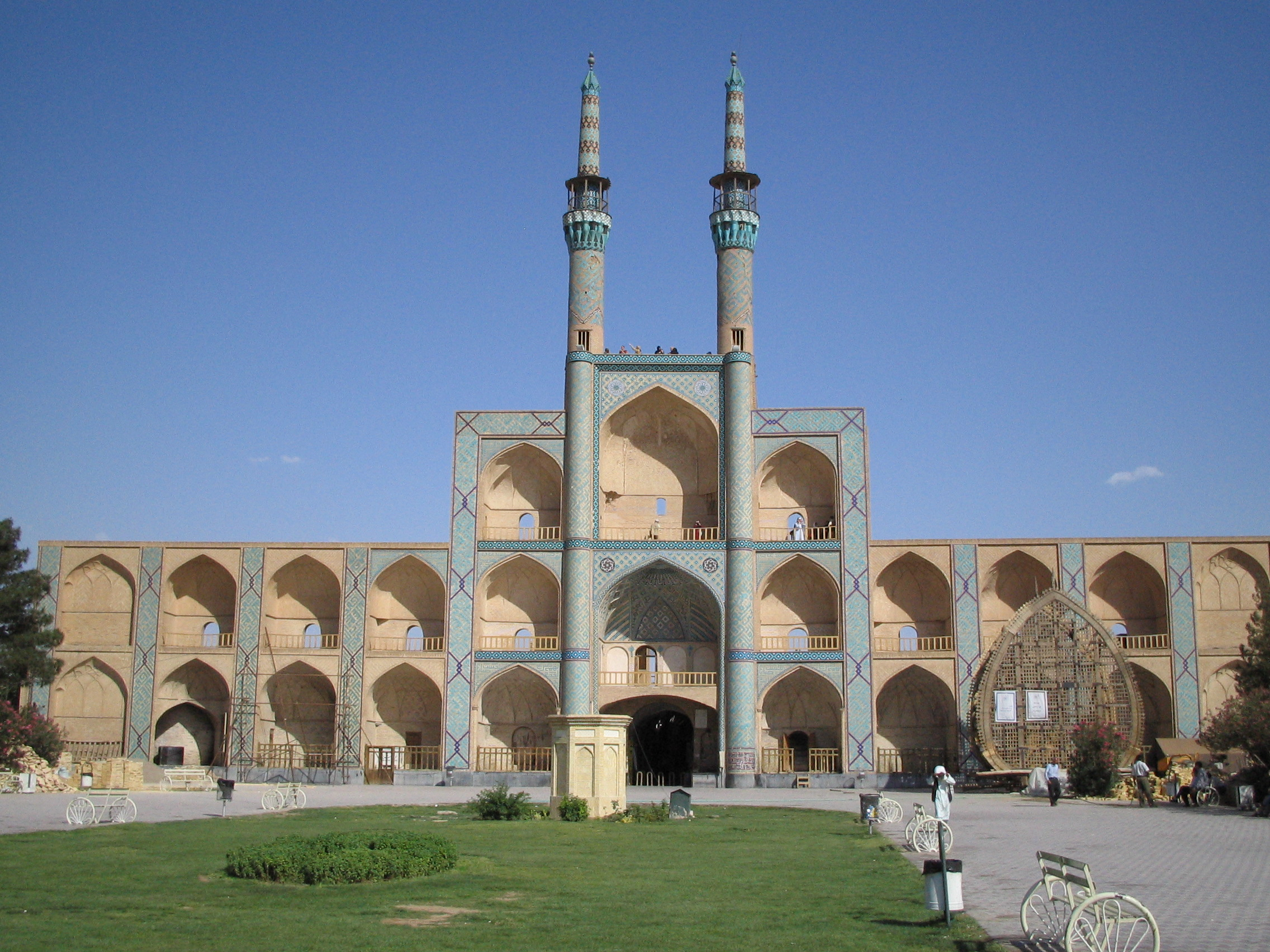
ヤズドのアミール・チャフマーク・タキーイェ。

1392年、ヤズドはティムール朝の支配下に入る。このころヤズドは繁栄の頂点に達した。1396年、新城壁が完成、さらに堀が加えられている。1427年、シャー・ルフに任じられた太守アミール・ジャラール・アッディーン・チャフマークは約20年にわたってヤズドを治め、新金曜モスクおよびハーンカー、ハンマーム、バーザールなどからなる複合施設（アミール・チャフマーク・タキーイェ）を建設、これに刺激されその他の建築も相次ぎ、工房なども作られた。

### 黒羊朝・白羊朝
この後、カラ・コユンルー部族連合、アク・コユンルー部族連合の支配を経た。

### サファヴィー朝・アフガーン・アフシャール朝
1504年、サファヴィー朝が支配を確立する。サファヴィー朝はヤズド地方をハーッサ地（王領地）として太守を派遣して治めた。中央派遣の支配者は地元への投資には消極的であり、ヤズドはムザッファル朝までの繁栄を失うことになる。サファヴィー朝の衰亡後、アフガーン、アフシャール朝と支配者は移り変わるが、アフシャール朝後期の太守ムハンマド・タキー・ハーンはガージャール朝初期までの18世紀後半の半世紀間ヤズドを治め、新ガナートの建設などを行い、若干の繁栄を見た。

### ザンド朝・ガージャール朝
ザンド朝、ガージャール朝と支配者が移り変わり、ガージャール朝はヤズドに王族を太守として派遣するようになり再び直轄地となる。ガージャール朝期は混乱の時代であり、1840年のアーガー・ハーン1世マハッラーティー（Hasan Ali Shah Mehalatee）の反乱、1848年のバーブ教徒の蜂起をはじめとして、ヤズドにはたびたび内乱の戦火が及んだ。19世紀末から20世紀にはヤズドでも新聞の発刊など近代の波が押し寄せるが混乱は続き、イラン立憲革命前の1903年にはヤズドで反バハイ教暴動が起こり、ヤズドのバハイ教徒は皆殺しにされた。

### 現代
20世紀、ヤズドはイランの北東と南西を結ぶ交通の要衝、そして古い町並みの残る観光都市として、イラン中央部に独自の地位を保っている。

## 行政区分
2005年8月現在、管下にアシュケザル郡、アバルクーフ郡、アルダカーン郡、バーフグ郡、タフト郡、ハータム郡、バハーバード郡、メフリーズ郡、メイボド郡、ヤズド郡の諸郡（シャフレスターン）を擁する。

## 産業
耕地は（人口も）都市周辺に集中しており、そのほとんどがガナートによって灌漑されている（1960年代以降には機械掘削による井戸が多数開発されたが、地下水位の低下などの問題が起こっている）。
農産品としては野菜や穀物のほか果物があり、ザクロ（特にメイボド産）は特に有名である。また都市を砂嵐から守るためにギョリュウが目につく。
山地の一部には鉄、鉛、銅、亜鉛などの鉱山がある。
ヤズド回廊はイラン北西部・中央部とケルマーンなどの東南部、さらに東のカーブルやインド方面などを結ぶ交易路上に位置し、イスラーム化以降、交易中継都市として繁栄し、州都ヤズドにはモスクやハーンカー、キャラヴァンサラーイなどが残されている。
また歴史上、桑の木に適した地域では養蚕が盛んでヤズドの絹織物や絨毯などの繊維産品はイラン産のなかでも最高級品と評価されてきた。その他にも現在まで続く伝統的特産品にはヤズド菓子がある。

## 住民
ヤズドの人びとは歴史書や旅行記のなかで街への愛着、そして商人的な賢さ、あるいは敬虔さがたびたび言及される。

### 民族
少数のユダヤ教徒もいる。

### 言語
ペルシア語、ベフディーニー（ペルシア語: بهدین）。

### 宗教
ヤズドは、イランでのゾロアスター教の中心地として有名である。

## 関連文献
- 岩武昭男「ニザーム家のワクフと14世紀のヤズド」『史林』73-3, 1989, pp.313-358.
- 岩武昭男「イランにおけるワクフの継続――ヤズドにおけるアミール・チャクマークのワクフの事例」『イスラム世界』42, 1993, pp.1-19.
- 北川誠一「ヤズド・カークイェ家とモンゴル人」『文経論叢（弘前大学）』21-3, 1986, pp.115-142.
- 近藤信彰「ヤズドのハーン家の社会経済的背景――建設事業とワクフを中心として」『東洋学報』76-1/2, 1994, pp.140-170.
- 吉田雄介「イラン・ヤズド州メイボド地域におけるズィールー織業の展開過程」『人文地理』54-6, 2002, pp.597-613.